# Jean Boyer (Fußballspieler)

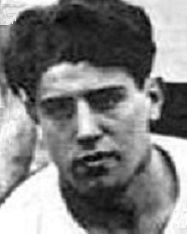
Boyer als Spieler

Jean Boyer (* 2. Februar 1901 in Vitry-sur-Seine; † 24. November 1981 in Paris) war ein französischer Fußballspieler.

## Vereinskarriere
Wann genau Jean Boyer zu CASG Paris, dem Firmenklub der Großbank Société Générale, gekommen ist, lässt sich nicht feststellen. In der Saison 1918/19 trat der gerade erst 18 Jahre alt gewordene Stürmer aber spätestens ins Rampenlicht, als er mit den „Banquiers“ das Endspiel um den französischen Pokal gewann. Da es in Frankreich bis zur Saison 1932/33 noch keine landesweite Liga gab, wurden die Pokalsieger dort häufig als Landesmeister bezeichnet. 1920 wurde Boyer auch zum Nationalspieler (siehe unten). Ein Jahr später zog es den in der Hauptstadtregion aufgewachsenen Spieler in die „Provinz“: er blieb eine Saison lang bei VGA Médoc Bordeaux, kehrte anschließend zu seinem inzwischen umbenannten Ursprungsverein CASG zurück, beendete die Saison allerdings bei dem sportlich eher unbedeutenden SC Choisy-le-Roi.
Waren es bis dahin nur Vermutungen, dass sich die Vereinswechsel für Jean Boyer vor allem materiell gelohnt hätten – auch in Frankreich während der damaligen Hochzeit des Amateurismus ein kapitales Vergehen –, wurden die Gerüchte bei seinem Wechsel zu Olympique Marseille im Sommer 1923 zur Gewissheit. Seine Unterschrift wurde dort – wie auch die seines Freundes Édouard Crut und etwas später die von Jules Dewaquez – „in Gold aufgewogen“. Boyer erhielt, wie Crut, pro forma eine gut dotierte Anstellung als „Repräsentant“ bei der Trockenfruchtgroßhandelsgesellschaft Le Cesne.
Auf dem Fußballplatz agierte der meist auf Halbrechts oder als Mittelstürmer aufgebotene, athletische, kopfballstarke und torgefährliche Boyer bisweilen auch recht ruppig. So rammte er in einem Länderspiel 1927 den „großen Zamora“ mitsamt Ball mit wuchtigem Körpereinsatz über die Torlinie. Andererseits war es dieses Durchsetzungsvermögen, das den erst 23-Jährigen schon in seiner ersten Saison bei Olympique zum Mannschaftskapitän werden ließ.
Dreimal in den ersten vier Jahren bei Marseille gewann er den Französischen Fußballpokal; in den ersten beiden Endspielen (1924 gegen den FC Cette und 1926 gegen die AS Valentigney) erzielte er jeweils ein Tor; im Finale 1927 gegen die US Quevilly ging Boyer leer aus. 1929 trugen seine beiden Treffer im Endspiel gegen den Club Français Paris maßgeblich zum Gewinn des Championnat par catégories bei, eines heute nur als inoffizielle Meisterschaft zählenden Wettbewerbs.
Der Einführung des Professionalismus im französischen Fußball stand Boyer aus finanziellen Gründen anfangs kritisch gegenüber, weil er sich zwischen seiner Berufstätigkeit und dem Fußball entscheiden musste. Zwischenzeitlich hatte er sich ein zweites Standbein als Makler für Baumaterialien geschaffen. Bei Olympique konnte er 1932/33 offiziell monatlich um die 2.000 Francs, etwa das Dreifache eines Facharbeiterlohns, verdienen; diese Summe stieg allerdings in den folgenden Spielzeiten schnell auf 3.500 bis 4.000 Francs. Sportlich spielte die Mannschaft in der Division 1 zwar an der Spitze mit – in den ersten beiden Jahren Tabellenzweiter der Staffel A bzw. -dritter der nun eingleisigen Liga –, schaffte aber trotz ihres qualitätvollen Spieleraufgebots keinen Titel und stürzte 1934/35 als Neunter von 16 Teams geradezu ins Mittelmaß ab. Im Landespokal allerdings stand Marseille 1933/34 wieder im Finale, zog jedoch gegen den großen südfranzösischen Rivalen dieser Jahrzehnte, den FC Sète, mit 1:2 den Kürzeren. Jean Boyer, der sich in seinen späten Karrierejahren vom Sturmtank zum Passgeber entwickelt hatte, blieb in diesem Endspiel torlos. Immerhin hatte er es in den Punktspielen der Saison mit 14 Treffern noch auf Rang 10 der Torjägerliste gebracht – als drittbester Schütze von Olympique Marseille hinter Joseph Alcazar und Vilmos Kohut.
Zwölf Monate später erreichte OM erneut das Pokalfinale und holte diesmal auch den Titel; Boyer allerdings fehlte in der Aufstellung, weil er schon die gesamte Saison über mit Knieproblemen zu tun hatte, die ihn auch zu keinem einzigen Punktspiel mehr hatten kommen lassen. Diese führten dazu, dass der erste Nationalspieler für Marseille überhaupt im Sommer 1935 seine Karriere beendete, ohne noch eine fünfte Coupe de France gewonnen zu haben. Aber auch seine vier Titel stellten 28 Jahre lang die Rekordmarke in Frankreich dar, ehe Marceau Somerlinck im Pokalendspiel 1955 diese Leistung überbot. Jean Boyer zog nach seinem erzwungenen Karriereende nach Paris zurück.

### Stationen
- Club Athlétique de la Société Générale Paris (mindestens 1918–1921)
- La Vie au Grand Air du Médoc Bordeaux (1921/22)
- Club Athlétique des Sports Généraux Paris (1922/23)
- Sporting Club Choisy-le-Roi (1923)
- Olympique de Marseille (1923–1935)

## In der Nationalmannschaft
Zwischen August 1920 und Mai 1929 hat Jean Boyer 15 Länderspiele in der A-Nationalelf bestritten und dabei sieben Treffer erzielt. Sein erstes Spiel war der 3:1-Sieg über Italien beim Fußballturnier der Sommerolympiade 1920 in Antwerpen. Dort hatte der Debütant Frankreich mit 1:0 in Führung geschossen, weshalb er auch im Halbfinale gegen die Tschechoslowakei aufgestellt wurde; wiederum gelang ihm ein Tor, das allerdings Frankreichs einziges blieb. Auch in der Folgezeit stand er in der französischen Sturmformation, meist auf Halbrechts neben Jules Dewaquez, Paul Nicolas, Henri Bard und Raymond Dubly. Mit diesem Angriff gelang im Mai 1921 ein 2:1-Erfolg über England – dem ersten überhaupt für die Bleus –; und auch wenn es sich nur um eine englische Amateurauswahl handelte, schoss Boyer sich mit einem volley genommenen Ball, der den Endstand bedeutete, „in die Annalen des französischen Sports“ hinein.
Auch beim olympischen Fußballturnier 1924 in Paris kam er zu zwei Einsätzen und versenkte beim 7:0 über Lettland die Lederkugel zweimal im gegnerischen Netz, ehe Uruguay den Franzosen ihre Grenzen aufzeigte. In den folgenden fünf Jahren folgten für den in dieser Zeit mit Olympique Marseille unbestreitbar erfolgreichen Boyer nur noch drei weitere Länderspiele. Diese Diskrepanz hat in Südfrankreich und speziell Marseille neben anderen, auch politischen und kulturellen Gründen zu dem bis in die Gegenwart fortbestehenden Eindruck beigetragen, von den zentralen Instanzen in Paris permanent zurückgesetzt zu werden.
Gegen Mannschaften aus dem deutschsprachigen Raum hat Jean Boyer vier Länderspiele ausgetragen: eins gegen die Schweiz (0:3, März 1924) und drei gegen Belgien (1:4 im Februar 1923, 2:0 im Januar 1924 sowie 1:4 bei Boyers letztem Spiel 1929). Ein Treffer ist ihm in keiner dieser Begegnungen gelungen.

## Palmarès
- Französischer Meister: Championnat de France par catégories [inoffizieller Titel] 1929
- Französischer Pokalsieger: 1919, 1924, 1926, 1927 (und Finalist 1934)
- 15 A-Länderspiele (7 Treffer) für Frankreich, davon 3 in seiner Zeit bei CASG, 1 bei Médoc, 2 bei Choisy, 9 bei OM[13]
- Olympiateilnehmer 1920 und 1924
- 38 Spiele und 19 Tore in der professionellen Division 1 (1932–1934)[14]